# Списък на реките в Роуд Айлънд
Списъкът на реките в Роуд Айлънд включва основните реки, които текат в щата Роуд Айлънд, САЩ.
Щатът се отводнява в Атлантическия океан.

## По речни системи
- Поукатук
  - Ускуипауг
  - Ууд Ривър

- Провидънс
  - Поутуксет
    - Норд Поутуксет
      - Понагансет

    - Саут Поутуксет

  - Унаскуатукет
  - Сийконг
    - Блекстоун
      - Бранч Ривър

- Саконет

## По азбучен ред
- Блекстоун
- Бранч Ривър
- Норд Поутуксет
- Понагансет
- Поукатук
- Поутуксет
- Провидънс
- Саконет
- Саут Поутуксет
- Сийконг
- Унаскуатукет
- Ускуипауг
- Ууд Ривър